# カタラン・ドラゴンズ
カタラン・ドラゴンズ（英: Catalan Dragons、仏、カタルーニャ語: Dragons Catalans）は、フランス、ピレネー＝オリアンタル県ペルピニャンを本拠地とするプロラグビーリーグクラブであり、カタロニアを代表している。スーパーリーグ所属。バルセロナでもホーム試合をプレーし、2019年にカンプ・ノウで行われたウィガン・ウォリアーズとの試合ではスーパーリーグのレギュラーシーズン観客動員数記録となる31,555人の観客を集めた。トロンロ・ウルフパックと共に、イングランド外からスーパーリーグに参加している。ホームスタジアムはスタッド・ジルベール・ブルテューである。ドラゴンズは2018年8月25日にウェンブリー・スタジアムで行われたチャレンジカップ決勝でウォリントン・ウルヴズを20対14で破り、1896年の大会開始以来初めてのイギリス外の優勝クラブとなった。
クラブは2000年にXIIIカタランとASサンテステーヴのUnion Treiziste Catalane（UTC、カタランXIII連合）への合併によって結成された。2005年のフランスラグビーリーグ選手権と2004年、2005年のダービー卿杯で優勝した。2006年にスーパーリーグライセンスを与えられ、カタラン・ドラゴンズと名乗ることとなった。UTCはドラゴンズの下部クラブとして、フランス選手権のエリート1選手権に参戦し続け、現在の名称はサンテステーヴXIIIカタランである。

## タイトル

### リーグ
- フランス選手権: 
  - 優勝 (1): 2005
- ミリオン・ポンド・ゲーム:
  - 優勝 (1): 2017

### カップ
- ダービー卿杯: 
  - 優勝 (2): 2003–04, 2004–05
- チャレンジカップ: 
  - 優勝 (1): 2018